# Cola del Embalse de Arcos
Cola del Embalse de Arcos este o arie protejată (arie specială de conservare — SAC, sit de importanță comunitară — SCI, arie de protecție specială avifaunistică — SPA) din Spania întinsă pe o suprafață de 154,29 ha, integral pe uscat.

## Localizare
Centrul sitului Cola del Embalse de Arcos este situat la coordonatele 36°46′13″N 5°46′38″W / 36.7702°N 5.7771°V.

## Înființare
Situl Cola del Embalse de Arcos a fost declarat sit de importanță comunitară în decembrie 1997 pentru a proteja 39 de specii de animale. Alte tipuri de protecție:
- arie de protecție specială avifaunistică (în octombrie 2002)[4]
- arie specială de conservare (în ianuarie 2015)[3][5][6]

## Biodiversitate
Situată în ecoregiunea mediteraneană, aria protejată conține 2 habitate naturale: Ape puternic oligomezotrofe cu vegetație bentonică cu Chara spp., Pajiști umede mediteraneene cu ierburi înalte de Molinio-Holoschoenion.
La baza desemnării sitului se află mai multe specii protejate:
- păsări (34): rață pitică (Anas crecca), rață mare (Anas platyrhynchos), stârc cenușiu (Ardea cinerea), stârc roșu (Ardea purpurea), rață-cu-cap-castaniu (Aythya ferina), prundăraș de sărătură (Charadrius alexandrinus),  prundaș gulerat mic (Charadrius dubius), barză albă (Ciconia ciconia), barză neagră (Ciconia nigra), erete de stuf (Circus aeruginosus), egretă mică (Egretta garzetta), lișiță (Fulica atra), becațină comună (Gallinago gallinago), găinușă de baltă (Gallinula chloropus), piciorong (Himantopus himantopus), pescăruș negricios (Larus fuscus), Larus michahellis, pescăruș râzător (Larus ridibundus), rață pestriță (Mareca strepera), Oxyura leucocephala, vultur pescar (Pandion haliaetus), cormoran mare (Phalacrocorax carbo carbo), flamingo roz (Phoenicopterus roseus), lopătar (Platalea leucorodia), țigănuș (Plegadis falcinellus), corcodel mare (Podiceps cristatus), Porphyrio porphyrio porphyrio, ciocântors (Recurvirostra avosetta), Spatula clypeata, corcodel mic (Tachybaptus ruficollis), călifar alb (Tadorna tadorna), fluierar cu picioare verzi (Tringa nebularia), fluierarul de zăvoi (Tringa ochropus), nagâț (Vanellus vanellus)
- amfibieni (1): Discoglossus galganoi
- mamifere (1): vidră de râu (Lutra lutra)
- pești (2): Cobitis paludica, Pseudochondrostoma willkommii
- reptile (1): Mauremys leprosa

Pe lângă speciile protejate, pe teritoriul sitului au mai fost identificate 3 specii de amfibieni, 4 specii de mamifere, 1 specie de pești, 4 specii de reptile.